# Plaža Cava (Dubrovnik)
Cava je naziv dubrovačke plaže namijenjene nudistima.
Smještena je na poluotoku Lapad, između plaža Copacabana i President, podno hotelsko-turističkog kompleksa Babin Kuk.
Plaža nosi oznaku FKK te je većim dijelom namijenjena nudistima.
Na Cavi je moguće naći podosta sadržaja kojima suvremena plaža mora raspolagati.